# Amaracarpus nematopodus
Amaracarpus nematopodus är en måreväxtart som först beskrevs av Ferdinand von Mueller, och fick sitt nu gällande namn av Paul Irwin Forster. Amaracarpus nematopodus ingår i släktet Amaracarpus och familjen måreväxter. Inga underarter finns listade i Catalogue of Life.